# استرپسیلز
استرپسیلز (انگلیسی: Strepsils) شرکت داروسازی بریتانیایی است، که در سال ۱۹۵۸ تأسیس شد.